# Sekonden (bok)
Sekonden är en roman skriven av Per Olov Enquist, utgiven 13 september 1971 hos Norstedts. Bokens huvudperson, sekonden, är son till en idrottsman som under 1940-talet gjorde skandal när det avslöjades att han fuskat under en tävling. Romanen omhandlar också vissa politiska teman såsom DDR i Tyskland.